# طواف السعودية
طواف السعودية هو سباق دراجات هوائية، بدأ في 2020،  وهو أحد سباقات طواف آسيا للدراجات.

## تاريخ

### قائمة الفائزين
| السنة | الفائز          | الثاني                 | الثالث             |                 |
| ----- | --------------- | ---------------------- | ------------------ | --------------- |
| 2020  | فل بوهوس        | ناصر بوهاني            | روي كوستا          |                 |
| 2021  | تم إلغاء السباق | تم إلغاء السباق        | تم إلغاء السباق    | تم إلغاء السباق |
| 2022  | Maxim Van Gils ‏ | Santiago Buitrago ‏     | روي كوستا          |                 |
| 2023  | روبن جيريرو     | دافيد فورمولو          | Santiago Buitrago ‏ |                 |
| 2024  | سيمون ييتس      | William Junior Lecerf ‏ | Finn Fisher-Black ‏ |                 |
| 2025  | توم بيدكوك      | Fredrik Dversnes ‏      | يوهانس كولسيت ‏     |                 |

## وصلات خارجية
- الموقع الرسمي
- لمحة عن سباق طواف السعودية على موقع  ProCyclingStats   (برو  سايكلنج  ستاتس) - إحصاءات  محترفي  الدراجات.
- طواف السعودية في موقع Cycling Archives سايكلنج أركايفز